# 2020 ve fotografii
Tento článek obsahuje významné fotografické události v roce 2020.

## Události
Galerie a muzea byla v březnu 2020 v důsledku pandemie covidu-19 uzavřena a všechny události zrušeny až do dalšího oznámení vlády.
Vznikají virtuální prohlídky, možnost navštívit nejlepší muzea a galerie světa z pohodlí domova díky projektu Google Arts & Culture. Muzea a galerie na svých stránkách zveřejňují ve virtuální podobě desítky současných i proběhnutých výstav instalovaných v muzeu. Zájemci si mohou prohlédnout nejen jednotlivé exponáty, ale i výstavní prostory, původní popisky objektů a doplňující informace o instalovaných uměleckých dílech a jejich původu. Vzniká online výstavní prostor a takzvané netartové práce.
- Mezinárodní festival fotografie v Lodži, květen
- Prague Photo, duben
- Měsíc fotografie, Bratislava
- Festival ptáků a přírody (Festival de l'oiseau et de la nature) od soboty 11. do neděle 19. dubna 2020
- 57. ročník Mezinárodního fotografického veletrhu Bièvres 1. a 2. června 2020
- 118. kongres Fédération photographique de France, v Aurillacu od 21. do 23. května 2020
- 51. Rencontres d'Arles od 29. června do 20. září 2020
- Paris Photo v Grand Palais v Paříži od čtvrtka do neděle 8. listopadu 2020[3]
- photokina, Kolín nad Rýnem, září
- documenta, Kassel
- 22. Festival international de la photo animalière et de nature, Montier-en-Der, každý třetí čtvrtek v listopadu
- Salon de la photo, Paříž, od 5. do 9. listopadu 2020
- Mois de la Photo, Paříž, listopad
- Visa pour l'image, Perpignan, začátek září
- 35. kongres Fédération internationale de l'art photographique
- Nordic Light, Kristiansund, Norsko
- 33. kongres FIAP, Turecko
- Paris Photo New York, od čtvrtka do neděle, 5. dubna 2020
- 82. kongres Photographic Society of America v Colorado Springs USA, Colorado 30. září – 1. října 2020

## Ocenění
- Czech Press Photo –
- World Press Photo – Jasujoši Čiba za fotografii zobrazující mladého muže, který recituje protestní básně během nočního výpadku proudu v Chartúmu dne 19. června 2019. Je obklopen mnoha lidmi, kteří ho osvětlují svými mobilními telefony a skandují slogany pro obnovení civilní vlády. V době násilí a konfliktů předseda poroty záměrně vybral fotografii, která symbolizuje naději a neznázorňuje válku a násilí.[4]
- Prix Niépce – Marina Gadonneix[5]
- Prix Nadar – FLORE, za knihu L’odeur de la nuit était celle du jasmin (Vůně noci byla vůně jasmínu), texty: Marguerite Duras, vyd. Maison CF – Clémentine de la Féronnière[6]
- Prix de photographie de l'Académie des beaux-arts – Pascal Maitre za projekt Les Peuls. Du retour de l’identité au risque djihadiste[7].
- Prix HSBC pour la photographie – Louise Honée et Charlotte Mano[8]
- Prix Bayeux-Calvados des correspondants de guerre – Lorenzo Tugnoli, de l’agence Contrasto, pour « La Guerre plus longue », publié dans le Washington Post[9].
- Prix Carmignac Gestion du photojournalisme – Finbarr O'Reilly, za projekt République démocratique du Congo[10]
- Prix Roger Pic – Sandra Reinflet za fotografickou práci VoiE.X, artistes sous contraintes, produkovanou v Mauritánii, Íránu, Papui Nové Guineji, Madagaskaru a Brazílii[11]
- Prix Lucas Dolega – Ana Maria Arevalo Gosen za cyklus Dias Eternos (Nekonečné dny), zpráva o životních podmínkách ženských věznic v roce 2007 ve Venezuele[12][13]
- Prix Canon de la femme photojournaliste – Sabiha Çimen za cyklus Hafizas, les gardiennes du Coran[14]
- Prix Picto – Chiron Duong[15].
- Prix Tremplin Photo de l'EMI – ?
- Prix Voies Off –
- Prix Révélation SAIF – Alfonso Almendros
- Cena Oskara Barnacka –
- Prix Leica Hall of Fame –
- Cena Ericha Salomona – Chris Killip
- Cena za kulturu Německé fotografické společnosti –
- Cena Hansely Miethové –
- Zeiss Photography Award –
- Sony World Photography Awards[16]

- Cena Ansela Adamse –
- Cena W. Eugena Smithe – Andres Cardona (Kolumbie) za reportáže o násilí v Kolumbii; Sabiha Çimen (Turecko), za portréty pořízené na internátech, kde se pro mladé dívky zachoval Korán; Laura El-Tantawy (Egypt) za poetické zkoumání vztahu mezi člověkem a zemí; Mariceu Erthal Garcia (Mexiko) za vyšetřování pohřešované ženy Gemmy Mávil; a Yuki Iwanami (Japonsko) za práci na důsledcích jaderné katastrofy ve Fukušimě[17][18]
- Pulitzerova cena
  -  Pulitzer Prize for Breaking News Photography – Tyrone Siu, Ammar Awad, Athit Perawongmetha, Willy Kurniawan, Thomas Peter, Susana Vera, Kai Pfaffenbach, Anushree Fadnavis, Jorge Silva, Adnan Abidi, Leah Millis, fotografové agentury Reuters za dokumentaci protestů v Hongkongu 2019–2020.[19]
  -  Pulitzer Prize for Feature Photography – Channi Anand, Mukhtar Khan a Dar Yasin z agentury Associated Press za dokumentaci Indo-Pákistánské konfrontace 2019.[20]
- Zlatá medaile Roberta Capy – bude oznámeno asi v dubnu 2021
- Cena Inge Morath –
- Infinity Awards – Don McCullin za celou svou kariéru[12], Nadine Ijewere, Hannah Reyes Morales, magazín New York Times za projekt 1619
- Lucie Awards –
- Cena Higašikawy – Gregory Maiofis, Juri Nagašima, Sajaka Ueara, Kentaro Takahaši, Hiroh Kikai
- Cena za fotografii Ihei Kimury – pravděpodobně skončila
- Cena Kena Domona – Takumi Fujimoto (藤本巧)[21]
- Cena Nobua Iny – Keidžiro Kai – Až na kost
- Cena Džuna Mikiho – pravděpodobně skončila
- Cena inspirace Džuna Mikiho – pravděpodobně skončila
- Prix Paul-Émile-Borduas –
- Fotografická cena vévody a vévodkyně z Yorku – ?
- Národní fotografická cena Španělska – Ana Teresa Ortega[22]
- Hasselblad Award – Alfredo Jaar[23]
- Švédská cena za fotografickou publikaci – Maja Daniels

- Cena Roswithy Haftmann – cena nebyla udělena
- Prix Pictet –

## Velké výstavy
Přehled vybraných významných výstav:
- Eliot Porter, Eliot Porter's Birds[24], 4. ledna 2020 – 10. května 2020, Amon Carter Museum of American Art, Fort Worth
- Jean-Philippe Charbonnier, Raconter l'ailleurs et l'autre, 5. února 2020 – 19. dubna 2020, Pavillon populaire, Montpellier
- Noir et Blanc: une esthétique de la photographie, sbírka Francouzské národní knihovny, 8. dubna 2020 – 6. července 2020, Grand Palais, Galerie sud-est, Paříž
- Antonin Personnaz, La Vie en couleurs: Antonin Personnaz, photographe impressionniste, 3. dubna 2020 – 7. září 2020, Musée des beaux-arts de Rouen
- Henri Cartier-Bresson, Paříž vu par Henri Cartier-Bresson, 30. listopadu 2020 – 28. února 2021, Musée Carnavalet, Paříž
- René-Jacques, L’élégance des formes, 15. listopadu 2019 – 4. října 2020, Le Jeu de Paume – Château de Tours – Prolongée – 4. října
- René Burri: L’Explosion du regard, 29. ledna 2020 – 1. června 2020, Musée de l'Élysée, Lausanne[25]
- David Douglas Duncan, Picasso Through the Lens of David Douglas Duncan, 3.–28. února 2020, Galerie Hauser & Wirth, Gstaad, Suisse
- Jean-Philippe Charbonnier, Raconter l'ailleurs et l'autre, 5. února – 30. srpna 2020, Pavillon populaire, Montpellier – Prolongée – 30. srpna
- Sebastião Salgado, Gold, photographies du reportage sur la mine d'or de Serra Pelada – Brazílie, 7. února – 9. května 2020, Galerie Bene Taschen, Cologne, Německo
- André Kertész, André Kertész, A Life in Photographs, 22. února – 21. března 2020, Stephen Bulger Gallery, Toronto, Canada[26]
- Lillian Bassmanová: Lillian Bassman: Redefining Fashion, 27. února – 18. dubna 2020, Atlas Gallery, Londres[27]
- Jane Evelyn Atwoodová, Photographies 1976–2010, 3. března – 18. července 2020, La Filature, Mulhouse[28]
- Stanley Greene, Empreintes, Centre du patrimoine arménien de Valence, 6. června – 20. prosince 2020
- Claudia Andujar, La Lutte Yanomami, 16. června – 13. září, Fondation Cartier pour l'art contemporain, Paříž – Prolongée – 13. září
- Martin Parr, Parrathon, une rétrospective de Martin Parr, 13. června 2020 – 24. ledna 2021, Frac Bretagne a Jardin du Thabor, Rennes
- Erwin Wurm, Erwin Wurm Photographs, 17. června – srpen 2020, Maison européenne de la photographie, Paříž
- Antonin Personnaz, La Vie en couleurs: Antonin Personnaz, photographe impressionniste, 11. července – 7. září 2020, musée des beaux-arts de Rouen
- Prix Carmignac du photojournalisme – 10 ans de reportages, 4. července – 1. listopadu 2020, Villa Carmignac, Île de Porquerolles
- Henri Cartier-Bresson, Le Grand Jeu, 11. července 2020 – 10. ledna 2021, Palazzo Grassi, Benátky
- Henri Cartier-Bresson, Paříž vu par Henri Cartier-Bresson, 30. listopadu 2020 – 28. února 2021, musée Carnavalet, Paříž
- Josef Koudelka, Ruines, 15. září – 13. prosince 2020, Bibliothèque nationale de France, Paříž
- Marc Riboud. Histoires possibles, 4. listopadu 2020 – 1. března 2021, Musée national des Arts asiatiques – Guimet, Paříž[29]
- Patrick Zachmann, Les bâtisseurs d’aujourd’hui, Katedrála Notre-Dame (přední část), Paříž[30]
- Paris 1910–1937. Promenades dans les collections Albert-Kahn, 16. září 2020 – 11. ledna 2021, Cité de l'architecture, Paříž[31].
- Man Ray et la Mode, 23. září 2020 – 17. ledna 2021, Musée du Luxembourg, Paříž[31].
- Cindy Sherman, 23. září 2020 – 3. ledna 2021, Fondation Louis Vuitton, Paříž[31].
- Girault de Prangey photographe (1804–1892), 3. listopadu 2020 – 7. února 2021, Musée d’Orsay, Paříž[31].
- Sarah Moon. PasséPrésent, 18. září 2020 – 18. ledna 2021, Muzeum moderního umění města Paříže[31].
- Ralph Gibson, The Somnambulist, 50. anniversaire,  Galerie Thierry Bigaignon, Paříž, 10. září - 31. října 2020[32]

## Významná výročí

### Sté výročí narození
- 10. ledna – Raymond Cauchetier, francouzský fotograf
- 14. ledna – Cris Alexander, americký herec, zpěvák, tanečník, návrhář a fotograf († 7. března 2012)[33]
- 8. února – Jacques Darche, francouzský fotograf a grafik († 26. července 1965)
- 9. března – Dundul Namgyal Tsarong, tibetský fotograf, filmař, spisovatel a politik († 18. června 2011)
- 10. března – Wilhelm J. Burger, rakouský fotograf a malíř (* 15. března 1844)
- 13. března – Mary Devens, americká fotografka (* 17. května 1857)
- 29. dubna – Marcel Mariën, belgický surrealistický spisovatel, básník, esejista, vydavatel, fotograf a filmař († 19. září 1993)
- 15. května – Šódži Ótake, japonský fotograf známý svými portréty a akty († 2. července 2015)
- 1. června – Louis Dalmas, francouzský fotograf, žurnalista, zakladatel agentury Dalmas († 3. srpna 2014)
- 1. června – Champlain Marcil, kanadský fotožurnalista, fotograf deníku Le Droit v letech 1947–1969 († 2. dubna 2010)
- 8. června – Šótaró Akijama, japonský fotograf († 16. ledna 2003)
- 5. července – Zdeněk Tmej, český reportážní a dokumentární fotograf († 22. července 2004)
- 15. července – Vilém Kropp, český reportážní fotograf († 2. února 2012)
- 19. července – Walter Carone, francouzský fotožurnalista specializující se na fotografování celebrit, většinu své kariéry strávil v Paris Match († 29. května 1982)
- 17. srpna – Lida Moser, americká fotografka († 12. srpna 2014)
- 24. srpna – Krystyna Łyczywek, polská fotografka, překladatelka a novinářka
- 31. srpna – Francisco Boix, španělský fotograf († 4. července 1951)
- 1. září – Nereo López, kolumbijský fotograf, novinář a reportér († 25. srpna 2015)
- 20. října – Fina Gómez Revenga, venezuelská fotografka († 1997)
- 30. října – Plinio De Martiis, italský fotograf, majitel galerie Galleria La Tartaruga v Římě († 2. července 2004)
- 31. října – Helmut Newton, německý fotograf († 23. ledna 2004)
- ? – Soungalo Malé, malianský fotograf († 2002)
- ? – Bernard Biraben, francouzský fotograf († 1973)

### Sté výročí úmrtí
- 15. února – Jenny de Vassonová, francouzská fotografka a průkopnice (* 20. srpna 1872)
- 1. července – Ferdinand Velc, český malíř, fotograf a etnograf (* 27. července 1864)
- 22. srpna – Anders Zorn, švédský malíř, grafik, sochař a fotograf (* 18. února 1860)
- 31. srpna – Louis Ducos du Hauron, francouzský fotograf, který v roce 1868 spolu s Charlesem Crosem patřili mezi první vynálezce barevné fotografie (* 8. prosince 1837)
- 2. prosince – Sarah Angelina Acland, anglická fotografka (* 26. června 1849)
- 3. prosince – William de Wiveleslie Abney, britský vojenský inženýr specialista na chemii, fyziku a fotografii (* 24. července 1843)
- ? – Antoni Gotarde i Bartolí, katalánský fotograf (* 1863)

## Úmrtí v roce 2020
- 9. ledna – Larry Siegel, 85, americký fotograf a galerista[34] (* 1934)
- 11. ledna – Gyula Zaránd, 76, francouzsko maďarský fotograf[35] (* 23. dubna 1913)
- 19. ledna – Ikkó Narahara, japonský fotograf, srdeční selhání (* 3. listopadu 1931)[36]
- 22. ledna – Teresa Tyszkiewiczová, polská umělkyně, autorka krátkých filmů, působící v oblasti fotografie, kresby, performance a malby. Vytvářela také prostorové objekty a sochy. Jejím manželem byl umělec Zdzisław Sosnowski. (* 28. prosince 1953)
- 26. ledna – Santu Mofokeng, 64, jihoafrický fotograf, progresivní supranukleární obrna (* 19. října 1956)[37]
- 27. ledna – Jiří Zahradník, český entomolog, fotograf a hudebník (* 12. srpna 1928)
- 28. ledna – Hergo, 68, francouzský fotograf (* 20. července 1951)[38]
- 30. ledna – Staša Fleischmannová, česká fotografka a autorka vzpomínkové literatury (* 24. září 1919)[39][40]
- 8. února – Jacques Cuinières, 77, francouzský fotograf deníku L'Aurore (* 1943).[41]
- 14. února – Adama Kouyaté, 92, malianský fotograf (* 1928).[42]
- 16. února – John Liebenberg, 61, jihoafrický fotožurnalista, komplikace po operaci.[43]
- 27. února – Seidži Kurata, japonský fotograf (* 1945)
- 2. března – Ulay, vizuální umělec, performer a fotograf (* 30. listopadu 1943)
- 4. března – Helmuth Euler, německý autor literatury faktu, fotograf a filmař (* 29. listopadu 1933)
- 5. března – Brian Astbury, jihoafrický fotograf, divadelní režisér, učitel herectví a psaní (* 14. listopadu 1941)
- 5. března – Susanna Majuri, 41, finská výtvarná fotografka (* 24. listopadu 1978).[44]
- 6. března – Remo Raffaelli, lucemburský malíř, sochař a fotograf italského původu (* 7. dubna 1941)
- 25. března – Nemai Ghosh, 85, indický fotograf (Goopy Gyne Bagha Byne, Agantuk).[45]
- 29. března – Tomas Oneborg, 62, švédský fotograf, covid-19.[46]
- 1. dubna – Floris Michael Neusüss, 83, německý fotograf (* 3. března 1937)[47]
- 3. dubna – Jútokutaiši Akijama, 85, japonský umělec a fotograf.[48]
- 4. dubna – Victor Skrebneski, 90, americký módní fotograf, rakovina (* 1929).[49]
- 8. dubna – John Downing, 79, britský fotograf a fotožurnalista (* 17. dubna 1940).[50][51]
- 10. dubna – Rifat Chadirji, 93, irácký architekt, fotograf a politický aktivista[52] (* 6. prosince 1926)
- 15. dubna – Shahin Shahablou, 56, íránský fotograf, covid-19.[53]
- 15. dubna – John Pfahl, 81, americký fotograf, covid-19 (* 17. února 1939)[54]
- 17. dubna – Gilbert Garcin, 90, francouzský fotograf.[55]
- 18. dubna – Sue Davies, 87, britská kurátorka a zakladatelka The Photographers' Gallery (* 14. dubna 1933)[56]
- 19. dubna – Peter Beard, 82, americký fotograf.[57] (tělo nalezeno tento den)
- 25. dubna – Gunnar Seijbold, 65, švédský fotograf, covid-19.[58]
- 27. dubna – Marc Garanger, 84, francouzský fotograf (* 2. května 1935)[59]
- 1. května – Shady Habash, 24, egyptský fotograf (* 21. srpna 1995)
- 2. května – Petr Balíček, český genetik, vědecký pracovník, pedagog, fotograf a malíř (* 19. ledna 1942)
- 12. května – Astrid Kirchherrová, německá fotografka a designérka, známá svojí spoluprací se skupinou The Beatles (* 20. května 1938)[60]
- 13. května – Clive Limpkin, 82, britský fotožurnalista.[61]
- 11. května – Christian Kieckens, 69, belgický architekt a fotograf.[62]
- 23. května – Bryan Wharton, 86, britský fotograf.[63]
- 24. května – John Loengard, 85, americký fotograf[64], (* 1934)
- 25. května – Roland Michaud, 89, francouzský fotograf[65] (* 23. září 1930)
- 30. května – Elsa Dorfman, 83, americká fotografka, selhání ledvin.[66]
- 30. května – Ana Portnoy, 69–70, argentinská fotografka.[67]
- květen: Michel Kameni, kamerunský fotograf (* 1935)[68]
- 3. června – Niou Wej-jü, čínská fotožurnalistka (* 1927)
- 9. června – Jean-Philippe Reverdot, 67, francouzský fotograf.[69]
- 14. června – Helena van der Kraan, 80, nizozemská umělkyně a fotografka českého původu, rakovina.[70]
- 18. června – Anna Blume, 83, německá umělecká fotografka (Anna a Bernhard Blume).[71]
- 22. června – Carlos Bosch, 75, argentinský fotožurnalista.[72][73]
- 21. června – Sergej Gennadjevič Čilikov, 66, ruský fotograf, pedagog a filozof (26. června 1953[74][75])
- 23. června – Li Čen-šeng, 79, čínský fotograf (* 22. září 1940).[76]
- 1. července – George Hallett, 78, jihoafrický fotograf (30. prosince 1942).[77]
- 13. července – Alain Desvergnes, 88, francouzský fotograf, zakladatel École nationale supérieure de la photographie, (* 9. listopadu 1931)[78]
- 15. července – Paul Fusco, 89–90, americký fotožurnalista, člen Magnum Photos (* 1930)[79]
- 18. července – Pam Francis, americká fotografka známá jako Annie Leibovitz z Texasu (* 12. října 1954[80])[81]
- 30. července – Nadine Tasseel, 66, belgická fotografka (* 3. října 1953)
- 1. srpna – Emil Ciocoiu, 71, rumunský malíř a fotograf.[82]
- 4. srpna – Isabelle Weingarten, francouzská herečka, modelka a fotografka (* 1950)[83]
- 9. srpna – Jeff Jacobson, 74, americký fotograf, rakovina.[84]
- 13. srpna – Šigeo Anzai, japonský fotograf (* 1939)
- 14. srpna – Dan Budnik, 87, americký fotograf (* 20. května 1933)[85]
- 18. srpna – Sayeeda Khanam, 82, první profesionální bangladéšská fotografka (* 29. prosince 1937)[86]
- 29. srpna – Jürgen Schadeberg, 89, německý fotograf působící v Jihoafrické republice (* 18. března 1931)[87]
- 2. září – Georges Azenstarck, 85–86, francouzský fotograf (*1934).[88]
- 11. září – Werner Striese, 90–91, německý sochyř a fotograf[89]
- 21. září – Julián Cardona, 59–60, mexický fotožurnalista.[90]
- 28. září – Vladimir Gurgenovič Musaeljan, ruský fotoreportér a fotograf (* 8. července 1939))[91]
- 3. října – Karsten Thielker, 54, německý fotograf.[92]
- 4. října – Philippe Salaün, 77, francouzský fotograf, rakovina (* 4. března 1943)[93]
- 12. října – Ingrid Bugge, dánská výtvarná umělkyně a fotografka (* 8. května 1968)
- 13. října – Chris Killip, 74, manský fotograf (* 11. července 1946)[94]
- 19. října – Hiroh Kikai, 75, japonský fotograf.[95]
- 21. října – Frank Horvat, 92, chorvatsko-francouzský fotograf.[96]
- 30. října – Vitalijus Butyrinas, 74, litevský fotograf (* 30. května 1947)
- 2. listopadu – Baron Wolman, 83, americký fotograf (magazín Rolling Stone).[97]
- 9. listopadu – Bruno Barbey, 79, francouzský fotoreportér pocházející z Maroka.[98]
- 18. listopadu – Leonard Kamsler, 85, americký sportovní fotograf golfu (18. října 1935)[99]
- 20. listopadu – Hubert Henrotte, 86, francouzský fotoreportér a ředitel francouzské tiskové fotografické agentury[100] (* 16. června 1934)
- 21. listopadu – Léon Herschtritt, 84, francouzský humanistický fotograf (* 4. května 1936)[101]
- 27. listopadu – Keisuke Kumakiri, 86, japonský fotograf (* 1934)[102]
- 6. prosince – Antonín Suchan, český sochař, řezbář a fotograf, který významně přispěl k obohacení kulturního života v Šumperku a jeho okolí (* 10. května 1940)
- 16. prosince – Lenn Keller, 69, americká fotografka a filmařka[103]
- 17. prosince – Lorraine Monková, kanadská fotografka 26. května 1922)[104]
- 19. prosince – František Maršálek (fotograf), český fotograf (* 28. května 1939)
- 24. prosince – Svámí Sundaranand, 94, indický jogín, fotograf, spisovatel a horolezec (* 1926)[105]